# Détroit de Bransfield
Le détroit de Bransfield est un détroit d'environ 115 km de large sur 340 km de longueur orienté de l'est-nord-est vers l'ouest-sud-ouest entre les îles Shetland du Sud et la péninsule Antarctique.
Il a été nommé en 1825 par James Weddell en l'honneur de Edward Bransfield qui a découvert les îles Shetland du Sud en 1820. En Argentine, ce détroit s'appelle la Mar de la Flota.
Une dépression sous-marine, connue sous le nom de Bransfield Trough, traverse le détroit par 61° 30′ S, 54° 00′ O.
Le 23 novembre 2007, le MS Explorer heurte un iceberg et coule dans le détroit de Bransfield. Les 154 passagers ont tous été sauvés, et aucun blessé n'a été signalé.
Pendant plusieurs mois à partir d'août 2020, une intense activité sismique a secoué le détroit. Cet essaim sismique de plus de 85 000 tremblements de terre — le plus important jamais enregistré dans la région — avec des séismes de magnitudes 5,9 et 6 mesurées, pourrait être lié au réveil d'un important volcan sous-marin, le volcan Orca.